# Isidore-Romain Boitel
Pour les articles homonymes, voir Boitel.
Isidore-Romain Boitel, né à Paris le 21 mars 1812 et mort dans la même ville le 10 août 1861, est un sculpteur français.

## Biographie
Isidore-Romain Boitel est né à Paris, rue Saint-Gilles, dans le Marais, le 21 mars 1812. Il est le fils de Isidore-Vincent Boitel, monteur en bronze, et de Jeanne-Julie Jeosset, sa femme. Il fut d'abord apprenti chez son père, puis celui-ci, après 1830, ayant cessé de travailler pour son compte, il entra dans un autre atelier comme ouvrier ciseleur. Il fit la connaissance, à cette époque, de Martin Moreau, censeur de la Banque de France, qui le protégea et s'occupa de son éducation artistique. Il apprit le dessin à l'École des Gobelins, devint ensuite élève de David d'Angers et fut admis aux Beaux-Arts de Paris le 6 octobre 1832. En 1838, il quitta l'atelier de David d'Angers pour celui de James Pradier, qu'il abandonna seulement en 1843. Il avait déjà débuté au Salon de 1837 et il continua d'exposer jusqu'en 1857. Il obtint une troisième médaille, en 1853, avec le buste en marbre du général baron Petit qui lui avait été commandé par l'État pour le musée de Versailles. Il exécuta de nombreux portraits, statuettes, bustes et médaillons, parmi lesquels ceux des membres de la famille de son protecteur, et composa une suite de sujets destinés à être édités commercialement par les bronziers Vitoz et Victor Paillard.
Il meurt le 10 août 1861 en son domicile au no 21, rue de Paris dans le 19e arrondissement de Paris. 

## Œuvres

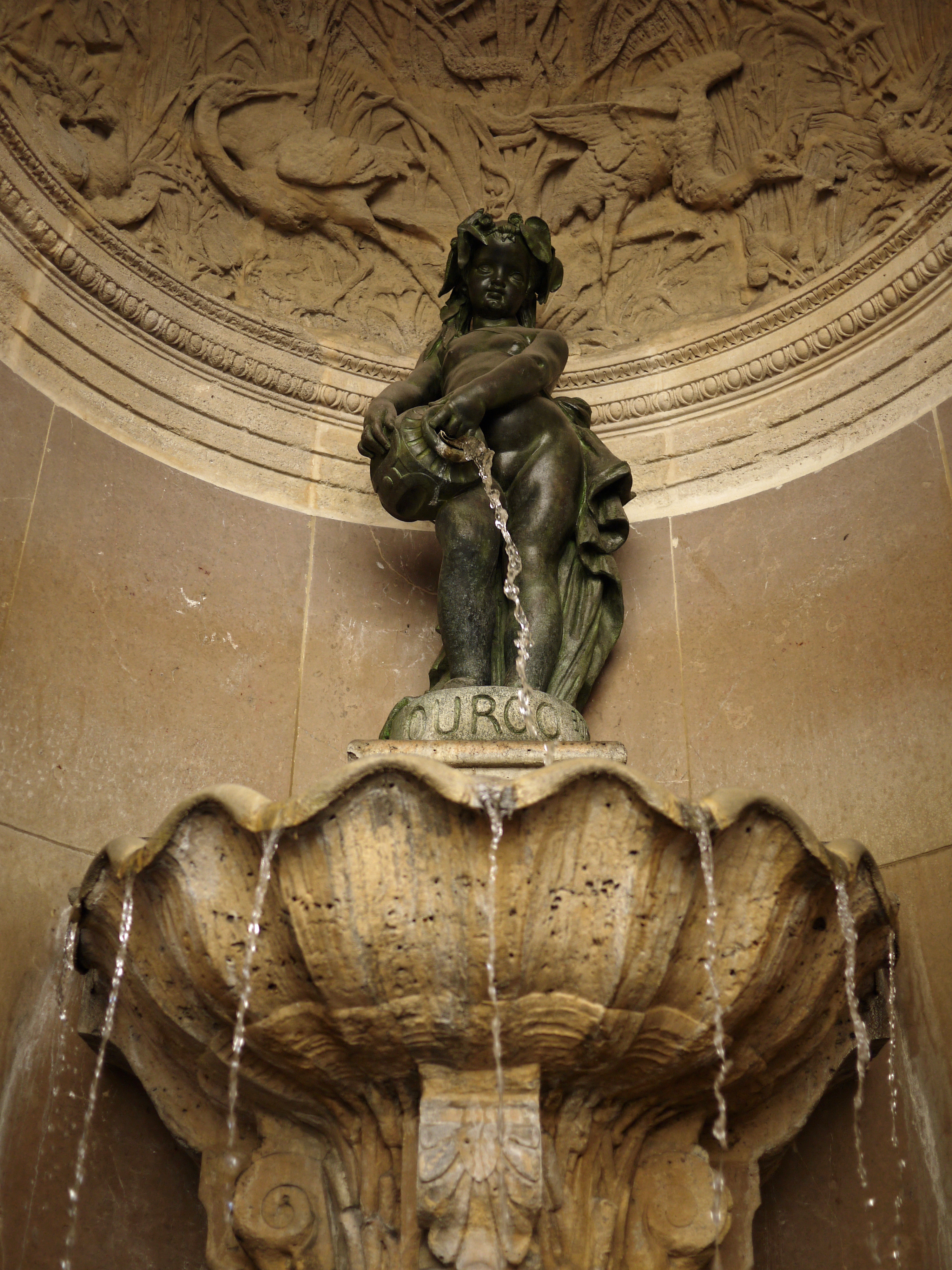
L'Ourcq sous la figure d'un enfant (1846), Paris, fontaine de Joyeuse,.

- Isidore-Vincent Boitel, père de l'artiste. Médaillon.
- Enfants de M. Martin Moreau, censeur de la Banque de France. Médaillon.
- M. Martin Moreau. Buste. L'artiste conserva jusqu'à sa mort un exemplaire de ce buste dans son atelier.
- M. Frédéric Moreau, membre du Conseil général du département de la Seine, fils du précédent. Buste en marbre. Salon de 1837 (n°1868).
- Mlle Camille Moreau. Buste en marbre. Salon de 1838 (n° 1812).
- Louis XIV enfant. Statue en plâtre. Salon de 1840 (n° 1671).
- Jeune fille au nid. Statue en plâtre {année 1840).
- L'Amour et l'Hymen. Groupe en plâtre. H. 1m 65. Ce groupe était destiné à être fondu en bronze.
- Le Sommeil de Jésus. Tête d'expression en marbre. Salon de 1842 (n° 1892).
- Tête de l'Enfant-Jésus. Petit buste en bronze. Salon de 1844 (n° 2163).
- Sainte Geneviève à l'âge de huit ans. Statue en plâtre. Salon de 1845 (n° 2040).
- Mlle Joséphine B... Buste en plâtre. Salon de 1846 (n° 2119).
- L'Ourcq sous la figure d'un enfant. 1846. Statue en zinc. H. 1 m 40, pour la fontaine de Joyeuse, dite aussi fontaine de Saint-Louis, rue de Turenne à Paris. Le modèle de cette statue, commandé par la Ville, fut payé 2 000 francs.
- Mlle Marthe Moreau. Buste en marbre. Salon de 1847 (n° 2019).
- M. le comte de La Briffe, officier de chasseurs d'Afrique, mort en Algérie. Buste en marbre. Salon de 1847 (n° 2020). Ce buste ne fut pas exécuté d'après nature, mais à l'aide de documents et de renseignements fournis par la famille du défunt.
- Jeune fille jouant avec des colombes. Statue en plâtre. Salon de 1848 (n° 4617). Cette statue reparut en bronze au Salon de 1849 (n° 2108).
- Portrait de M. Amédée B... Grand médaillon en plâtre. Salon de 1848 (n° 4618).
- Cheminée monumentale exécutée pour Mme la comtesse de La Brille (année 1848) .
- Portrait de Mme Hortense B... Buste en plâtre. Salon de 1849 (n" 2109).
- Portrait de Mlle Élisa B... Médaillon en terre cuite. Salon de 1849 (n° 2110).
- Le Printemps. Statue en plâtre. Salon de 1850 (n° 3184). Cette statue a reparu en marbre au Salon de 1852 (n° 1305).
- Portrait de M. Jules Berheim. Médaillon en plâtre. Salon de 1850 (n°3185).
- Le Baron Petit (1772-1856), général de division. Buste en marbre. H. 0m 68. Musée de Versailles (n° 1649 du catalogue d'Eudore Soulié). Ce buste, qui a figuré au Salon de 1853 (n° 1239), a été commandé par le ministre de l'Intérieur, le 13 novembre 1852, moyennant 2 400 francs. Une répétition en marbre, sculptée par ordre de l'empereur, a été offerte au général. Une répétition en bronze, signée et datée de 1856, a été placée sur sa tombe, au cimetière Montparnasse.
- L'Hiver. Groupe en pierre exécuté pour le nouveau Louvre (année 1855).
- Vierge à l'enfant couronné d'épines. Groupe en bronze offert au pape Pie IX.
- Groupes de la famille de MM. Frédéric et Ernest Moreau.
- Les deux enfants du docteur Trousseau. Groupe.
- Une scène d'enfants. Grand bas-relief pour l'hôtel de M. Frédéric Moreau, rue de la Victoire, à Paris.
- L'Empereur Napoléon Ier. — La marquise de Portes. — Mlle Blanche de Portes. — Le comte de Montgommery. — Le comte de La Briffe. — M. Adolphe Moreau, fondateur d'un prix de 3.000 francs à l'École des Beaux-Arts. - Mme Trousseau. - Mme Bey-Jourdain, artiste dramatique. — Virginie Déjazet. Statuettes.
- Laure et Pétrarque. Statuettes.
- Le Docteur Duval, de l'Académie de Médecine. Buste.
- Mme la marquise de Portes. Buste.
- Dante. - Boccace. — Clémence Isaure. — Clotilde de Surville. Grands Médaillons.
- Jésus au milieu des docteurs. - La Poésie héroïque. — La poésie pastorale. — La Paix et l'Abondance. L'éducation de Bacchus. — Baigneuses. — Un jeune grec. Sujets exécutés pour l'édition.
- Jesus redemptor mundi. Statue en plâtre. Salon de 1857 (n° 2743). Cette statue aurait été achetée par l'abbé Lacroix sur l'ordre de l'impératrice.
- Le Général Auger, mort pendant la campagne d'Italie. Buste en plâtre commandé par l'État, le 25 avril J861, moyennant 800 francs. Ce buste était destiné au musée de Versailles. L'artiste étant mort trois mois après cette commande, l'œuvre n'a peut-être pas été terminée.